# Понимающая социология
Понимающая социология (также интерпретативная социология) — одно из основных направлений в социологии в конце XIX — начале XX вв., в котором акцент сделан на понимании целей и смысла социального действия. Понимающая социология заложила основы последующих неклассических её версий: феноменологической социологии, этнометодологии, когнитивной социологии и т.д. Становление теоретико-методологической парадигмы понимающей социологии связано прежде всего с именами Вильгельма Дильтея и Макса Вебера, а также Зиммеля.
Исследовательский интерес понимающей социологии принципиально смещается на уровень анализа непосредственных субъектов социальной активности, акцентируется «рамка личности» в социологическом знании. Социальное действие объясняется осознанием (и/или наличием) смысла, не привносимого извне, а переживаемого субъектом и требующего соотнесения возможного на его основе действия с возможными действиями других. Переплетение таких соотнесений образует «смысловую связь поведения» (М. Вебер). Последняя является непосредственным предметом социологического изучения, задача которого, интерпретируя, понимать социальное действие, что даёт наиболее полное понимание социальной реальности. 
Понимающая социология предполагает, что субъект совершает некое действие не в силу воздействия внешних факторов, а в силу личной интерпретации происходящих событий, исходящей из его мировоззрения. Таким образом, невозможно трактовать поведение индивида с точки зрения общих концепций. Понимающая социология предполагает, что индивид — субъект, а не объект наблюдения. Это также подразумевает, что человек не находится под влиянием совокупности воздействия внешних факторов, а создаёт собственный мир на основе личного восприятия происходящих с ним событий.

## История концепции
Представление понимающей психологии оформилось в русле инициированного В. Дильтеем «спора о методе», центральной установкой которого стало обоснование специфики социального и гуманитарного познания в противовес натуралистическому подходу позитивизма, стремившегося к распространению на сферу обществоведения исследовательских приёмов естественных наук. Общество, полагал он, конституируется индивидами в их духовном бытии. Отсюда делался вывод о необходимости специфического метода познания в социальных науках, отличающего их от дисциплин естественнонаучного цикла. Общество как человеческое порождение, выступая в качестве объекта наблюдения, должно открываться внутреннему чувству человека. В дальнейшем, несмотря на существенные различия во взглядах представителей понимающей социологии, для каждого из них оказывается в большей или меньшей степени характерным признание специфического метода и специфического объекта познания в социальных науках. Понимание социального действия, прямое постижение противопоставляется свойственному естественным наукам непрямому, выводному знанию, объяснению. 
Автором самого термина «понимающая социология» и первой её концептуальной разработки является М. Вебер. Он придерживался методов антипозитивизма и утверждал, что для изучения социальных действий следует применять не сугубо эмпирический, но более интерпретирующий и объясняющий подход. По Веберу, социология должна представлять собой именно «понимающую» науку, так как поведение человека осмысленно. Результат понимания — всего лишь «особо очевидная каузальная гипотеза». Чтобы стать научным положением, она должна быть верифицирована объективными научными методами. Другими словами, понимание играет в социологии Вебера вспомогательную роль, так как оно лишь источник гипотез, на основе которых строится объективное объяснение поведения.

## Виды социальных действий
По Веберу, существует четыре типа социальных действий, основанных на четырёх типах мотивации:
- Целерациональное — основывается на ожидании конкретного поведения других людей и объектов внешнего мира, а также на применении этого ожидания как «средства» или «условия» для целей, которые рационально направлены и могут регулироваться;

- Ценностно-рациональное — основывается на сознательной вере в религиозную, эстетическую или этическую безусловную ценность поведения, взятого за основу вне зависимости от его успешности и результативности;

- Аффективное — эмоциональное действие, обусловленное интенсивными эмоциональными состояниями человека;

- Традиционное — основывается на привычном поведении человека в рамках социума.